# فرندیل (اورگن)
فرندیل (به انگلیسی: Ferndale) یک منطقهٔ مسکونی در ایالات متحده آمریکا است که در اورگن واقع شده‌است. فرندیل ۲۵۶٫۹۵ متر بالاتر از سطح دریا واقع شده‌است.